# Proteuxoa scotti
Proteuxoa scotti là một loài bướm đêm thuộc họ Noctuidae. Nó được tìm thấy ở Tasmania.